# Solo für Weiss – Für immer Schweigen
Solo für Weiss – Für immer Schweigen ist ein deutscher Kriminalfilm von Maria von Heland aus dem Jahr 2018. Es handelt sich um den vierten Fall innerhalb der ZDF-Filmreihe Solo für Weiss, in der Anna Maria Mühe die beim LKA angestellte Zielfahnderin Nora Weiss spielt. Neben Jan Krauter und Peter Jordan, die Kollegen von Weiss spielen, und Rainer Bock in der Rolle ihres Vaters sowie Natalia Rudziewicz als Mutter ihres Patenkindes sind die Haupt-Gaststars dieser Folge Johanna Gastdorf, Hanns Zischler, Ole Puppe, David Korbmann, İlknur Boyraz, Jana Julia Roth, Maren Eggert und Nina Petri.

## Handlung
Die LKA-Zielfahnderin Nora Weiss verfolgt den vermutlichen Sexualstraftäter Karl Strasser, der bei seiner Flucht von einem Baugerüst in die Tiefe stürzt, da er sich nicht mehr halten kann. Zuvor hatte er die Ermittlerin um Hilfe gebeten, woraufhin Weiss meinte, den von ihm vergewaltigen Frauen habe ja auch niemand geholfen. Auf die Frage ihres Kollegen Jan Geissler, was passiert sei, antwortet sie, sie wisse es nicht, woraufhin Geissler erwidert: „Sollen wir hoffen, dass er stirbt?“
Nur wenig später stirbt der angesehene syrische HNO-Arzt Tarek Al-Salim durch eine in seinem Auto installierte Bombe. Weiss’ Kollege Simon Brandt von der Kriminalpolizei Lübeck unterrichtet sie davon, dass die Anästhesistin Ines Geissler als letzte mit Al-Salim gesprochen habe. Sie habe dann vom Fenster aus auch die Explosion gesehen. Weiss erinnert sich, dass sie den Arzt am gestrigen Tag im Eingangsbereich der Klinik zusammen mit einem Mann gesehen hat, mit dem er in einen Streit verwickelt schien. Das Video aus dem Eingangsbereich bestätigt ihre Erinnerung. Simon Brandt und seine Kollegen versuchen zu ermitteln, wer dieser Mann ist.
Ein Gespräch mit Amina Al-Salim, der Witwe des Arztes, ergibt, dass ihr Mann seinerzeit in seiner Heimat Syrien Menschen im Widerstand gegen das Regime half. Als man seinen Praxispartner ermordete, floh die Familie, zu der ein Sohn gehört, nach Deutschland. Hier habe man sie gut aufgenommen, erzählt Amina Al-Salim, sie könne insoweit nur Positives sagen. Ein Anruf des Kollegen Geissler alarmiert Weiss. Der Haftbefehl gegen Strasser wurde mit sofortiger Wirkung aufgehoben. Weiss ist außer sich, ein halbes Jahr habe man nach ihm gesucht, er habe drei Frauen vergewaltigt – „mutmaßlich“, fällt ihr Geissler ins Wort. Er erläutert Weiss, dass die sichergestellte DNA-Probe verunreinigt sei und man sie nicht verwenden könne. Strasser habe nun seinen Anwalt eingeschaltet. Von ihm werde man kein Geständnis bekommen. Auch in Bezug auf eine Augenzeugin winkt Geissler ab.
Zu aller Verärgerung, die Nora Weiss empfindet, kommt nun noch hinzu, dass eine offizielle Beschwerde gegen sie erhoben worden ist, denn Strasser behauptet, dass Weiss ihn absichtlich vom Baugerüst gestoßen habe. Weiss erklärt Geissler und ihrem Vorgesetzten LKD Böhnisch, sie habe versucht, Strasser zu helfen, ihn aber nicht halten können, es sei alles sehr schnell gegangen. Geissler betont, dass eine weitere interne Ermittlung Konsequenzen nicht nur für sie, sondern für die gesamte Abteilung haben werde. Böhnisch ergänzt, es sei nicht das erste Mal, dass man ihre Alleingänge zu verantworten habe.
Brandt hat inzwischen ermittelt, dass Al-Salim kurz vor seinem Tod dreimal bei der Ärztekammer angerufen hat. Als Nora Weiss ihrem Vater, Pastor Rainer Weiss, das Bild des Mannes zeigt, mit dem der Arzt auf dem Krankenhausflur Streit hatte, meint er, das sei Hannes Brendner. Er kenne dessen Mutter, sie engagiere sich im Bibelkreis. Sie mache eine schwere Zeit durch, erst sei ihr Mann vor zwei Jahren gestorben und vor einem halben Jahr ihr jüngster Sohn Paul nach einer Mandeloperation. In einem Gespräch mit Karin Brendner erzählt sie, dass Al-Salim ihren Sohn operiert habe, vier Tage später sei er tot gewesen. Al-Salim habe ihn zu früh entlassen. Das Krankenhaus könne es sich nicht leisten, dass da Patienten nur rumliegen. Als Paul in der Nacht Blutungen bekommen habe, habe ein Notarzt 15 Minuten gebraucht, bis er da gewesen sei. Als Todesursache habe man ihr Herz-Kreislauf-Stillstand genannt.
Im Krankenhaus erläutert Dr. Roland Petri Nora Weiss, dass es üblich sei, Patienten nach einer solchen Operation nach vier Tagen zu entlassen. Er gibt auch an, dass Hannes Brendner E-Mails an ihn und Dr. Al-Salim verschickt habe, die man als bedrohlich einstufen könne. Von Al-Salims Frau erfahren Weiss und Brandt, dass ihr Mann gegen eine so frühe Entlassung des Jungen gewesen sei, das Krankenhaus aber darauf bestanden habe. Ihr Mann habe sich schlimme Vorwürfe nach dem Tod des Jungen gemacht. Für Nora Weiss sind die Hinweise auf Hannes Brendner, ehemaliger Bundeswehrangehöriger und Sprengstoffexperte, zu offensichtlich, sie meint, da stimme etwas nicht. Zudem macht ihr der inzwischen aus dem Krankenhaus entlassene Karl Strasser weiter zu schaffen, der ihre Nähe sucht und alles tut, um sie und ihre Kollegen zu provozieren, um eventuelle Ausraster dann gegen sie zu verwenden. Da Simon Brandt sich hat hinreißen lassen und Strasser geschlagen hat, wird er von dem Fall abgezogen, was Nora Weiss überhaupt nicht passt.
Karin Brendner versucht sich mit Tabletten umzubringen, kann aber durch Eingreifen von Pastor Weiss gerettet werden. Zur selben Zeit erhält Nora Weiss einen Anruf von Ines Geissler, die ihr das spurlose Verschwinden der OP-Schwester Marta Polanski einen Tag nach dem Anschlag auf Dr. Al-Salim meldet. Weiss fährt in die polnische Heimatstadt der Schwester, die zugibt, Angst zu haben. Sie erzählt dann aber doch von einem Streit zwischen Dr. Al-Salim und Dr. Petri nach der Mandel-OP und dass Petri sie gesehen habe. Sie habe gehört, dass Al-Salim gesagt habe, er könne nicht länger schweigen. Nein, worüber, das wisse sie nicht. Sie will nicht riskieren, dass auch ihr etwas zustößt, da sie zwei kleine Mädchen zu versorgen hat. Nora Weiss wird urplötzlich klar, was die Ziffern, die sie für eine Telefonnummer hielt, zu bedeuten haben. Sie hängen mit Petris Approbation zusammen, die gefälscht ist. Er ist seinerzeit durch die Prüfung gefallen und gar kein Arzt. Al-Salim hatte das zufällig herausgefunden. Als Weiss ihn damit konfrontiert, dass er bewusst den Verdacht auf Hannes Brendner lenken wollte, meint er, dass er dafür gesorgt habe, dass Al-Salim in Deutschland als Arzt habe Fuß fassen können. Er hätte doch einfach nur schweigen können. Petri wird festgenommen und abgeführt.
Als Weiss an diesem Abend in ihr einsam gelegenes Haus kommt, stellt sie entsetzt fest, dass Strasser im Haus sein muss. Sie ruft Simon Brandt an, der sofort losfährt. Im selben Moment greift Strasser sie von hinten an. Es kommt zu einem erbitterten Kampf zwischen beiden. Weiss bekommt einen schweren Gegenstand zu fassen und schlägt ihn Strasser über den Kopf. Als er sich trotzdem wieder hochrappelt und auf sie zukommt, schießt sie mehrmals auf ihn. Inzwischen ist Simon Brandt da, in dessen Armen Nora schluchzend zusammenbricht. Strasser, der zuvor Nora Weiss gegenüber die Vergewaltigungen zugegeben hatte, ist tot.

## Produktion

### Produktionsnotizen, Dreharbeiten, Hintergrund
Es handelt sich um eine Produktion der Network Movie Film- und Fernsehproduktion GmbH & Co, Jutta Lieck-Klenke, Hamburg. Der verantwortliche Redakteur beim ZDF war Daniel Blum. Solo für Weiss – Für immer Schweigen wurde vom 31. Januar bis zum 3. März 2018 in Hamburg, Lübeck, Travemünde und Kiel und Umgebung gedreht. Im Soundtrack ist der Song Yellow Bird von Edda Lou zu hören.
Mit Regisseurin Maria von Heland arbeitete Anna Maria Mühe 2002 in deren Langfilmdebüt Große Mädchen weinen nicht erstmals zusammen. Nachdem von Heland Mühe in einem Berliner Lokal angesprochen und zum Casting für den Film eingeladen hatte, bekam sie darin eine der Hauptrollen. Es war Mühes erste Rolle überhaupt.
Horizontale Ebene: Simon Brandt zeigt Amina Al-Salim, die ihn zu einem Gespräch gebeten hat, ein Foto seines Sohnes Tim, auf dem dieser ein Jahr alt ist. Er erläutert, dass es ihm gut gehe und er bei seiner Mutter Helen lebe. Er habe in Dortmund einige Probleme gehabt. Seine Frau habe ihn dann mit dem Kind verlassen. Das sei wohl besser für seinen Sohn.
Nora Weiss hat offensichtlich ein Problem damit, ihre Liebesbeziehung mit ihrem Vorgesetzten Jan Geissler weiter so fortzuführen, seit sie dessen Frau, die Ärztin Ines Geissler, persönlich kennengelernt hat, was sie aber in Abrede stellt. Ines Geissler versucht sogar, privaten Kontakt zu Weiss herzustellen, indem sie ihr erzählt, dass ihr Mann ihre Bitte, Nora einmal zum Essen bei sich zu Hause einzuladen, ignoriert hätte. Weiss ist in dieser Folge noch wortkarger und schroffer, als es sowieso schon ihre Art ist. So wirft sie ihrem Vater und ihrer Freundin Anna Balodis indirekt vor, dass sie eine Affäre miteinander hätten. Balodis hat ihr Hotel in ihrer Heimat verkauft und wohnt mit ihrer Tochter Daina in dem großen Haus des Pastors.

### Veröffentlichung
Am 3. September 2018 wurde der Film auf dem 15. Festival des deutschen Films in Ludwigshafen am Rhein erstmals gezeigt. Im Programmheft hieß es: „Auch der vierte Film der Reihe um die unkonventionelle Ermittlerin, die meist auch persönlich in Problemen feststeckt und sich den biederen Regeln der Polizeiarbeit sowieso nicht zu fügen vermag, baut ganz auf die vielschichtige Schauspielkunst der Tochter von Ulrich Mühe. ‚Solo‘, also wieder ganz allein, steht sie endlich in einem spannenden Showdown ihrem größten Feind gegenüber: kompromisslosem Hass.“
Die Erstausstrahlung im ZDF fand am 25. November 2019 zur Hauptsendezeit statt. Bisher sind nur die Filme 1 bis 3 auf DVD erschienen.

## Rezeption

### Einschaltquote
Bei seiner Erstausstrahlung wurde der Film von 5,91 Mio. Zuschauern eingeschaltet, was einen Marktanteil von 18,4 Prozent ergab.

### Kritik
Auf der Seite tittelbach.tv bewertete Tilmann P. Gangloff den Film, dem er drei von sechs möglichen Punkten gab. Der Kritiker meinte, Anna Maria Mühes vierter Fall „als unterkühlte Kommissarin“ sei ein Krimi, „dem die Kritik am Gesundheitssystem die Spannung raub[e]“. Während „gerade die ersten beiden Episoden packende Thriller“ gewesen seien, stehe bei diesem Film „allzusehr die Botschaft im Vordergrund“. „Fesselnd“ werde der Film „erst zum Finale als Nora Weiss im eigenen Haus um ihr Leben kämpfen“ müsse; ansonsten beeindrucke „die Inszenierung in erster Linie durch ihre unterkühlte Atmosphäre, die perfekt zur Hauptfigur“ passe. „Schade“ sei auch, „dass die kriminalistische Ebene kaum Rätsel aufgibt, weil prominente Gastdarsteller selbstredend als erstes verdächtig“ seien. „Leider“ habe sich die Reihe „von der Qualität der ersten beiden Episoden (2016) entfernt“. Schon der dritte Fall habe „nicht mehr die Intensität des zweiteiligen Auftakts“ gehabt. ‚Für immer schweigen‘ sei „ein handelsüblicher Krimi, der sich zudem eines gesellschaftlich relevanten Themas“ annehme. Das Drehbuch dieses Falls liege „deutlich unter“ dem von Mathias Klaschka „gewohnten Niveau“. „Gerade bei einem erfahrenen Autor wie Klaschka“ erstaune es „umso mehr, dass die Handlung insgesamt extrem konstruiert“ wirke. Der Film unterscheide sich „vom Alltagskrimi letztlich nur noch durch die Hauptfigur und ihre klirrend kalte Verkörperung durch Anna Maria Mühe“. All das habe womöglich nicht zuletzt mit der Regie der gebürtigen Schwedin Maria von Heland zu tun, mutmaßt Gangloff, die neben mehreren Märchenfilmen zuletzt „als Komödien kaschierte Familiendramen“ gedreht habe. Das erkläre, warum der Film „in erster Linie in den zwischenmenschlichen Szenen überzeug[e]“. So sei „das Misstrauen zwischen Nora gegenüber ihrer Freundin“ vor allem „eine Frage der Atmosphäre“ und entstehe „gewissermaßen zwischen den Bildern“. Die „kühlen Winter“ würden „perfekt dem Wesen der Hauptfigur“ entsprechen. „Richtig packend“ sei die „letzte Szene, als es in Noras Haus zu einem finalen Zweikampf“ komme.
Wilfried Geldner befasste sich für die Fernsehzeitschrift Prisma mit dem Film und hob hervor, dass das, was im Film ablaufe, „im Kern“ eine „kriminalistische Mulloper“ sei. In ihr habe „Hanns Zischler, der durchaus unverwüstliche Intellektuellendarsteller des jungen deutschen Films seit vielen Jahren, den zwielichtigen Dunkelmann zu geben“. Im Film gebe es viele „schräge Sätze“, es werde „viel erklärt“, und es gebe „zweifelhafte Beziehungen“. Dieser Krimi bewege sich „auf vielfach irritierenden Pfaden. Zu viele Aha-Erklärungen, zu viele Nebenschauplätze“ würden aufgetan. So gerate der „zentrale Plot eines lange Zeit eher plakativ[…] erscheinenden Krankenhausskandals ins Hintertreffen“. „Immerhin“, gebe es einen „doch recht überraschenden Schluss – und einen einigermaßen spannenden Showdown“. Wer in Lübeck durchhalte, werde „belohnt“.
Das Wochenmagazin Stern meinte, „dieses Kunstück“ müsse Anna Maria Mühe erst einmal „jemand nachmachen“. Drei Krimis mit ihr habe das ZDF seinem Publikum in der Reihe Solo für Weiss seit 2016 präsentiert; den ersten hätten „mehr als fünf Millionen Zuschauer“ gesehen, „den zweiten kurz danach mehr als sechs und den dritten im März 2018 7,25 Millionen Zuschauer, was sogar für den immer recht quotenträchtigen Montagsfilm sehr beachtlich“ sei. Das werfe die Frage auf, ob es das ZDF jetzt mit Mühe im vierten Fall der Reihe schaffe, „die Acht-Millionen-Marke zu überwinden“. Konsequent wie Nora Weiss, bleibe auch Drehbuchautor Mathias Klaschka, der seiner Hauptfigur „keinen Funken Humor“ zugestehe. „Sollte die Solistin Nora Weiss […] mit diesem Krimi nicht die Acht-Millionen-Hürde überwinden“, bleibe ihr „dennoch eine weitere Gelegenheit“, da „der fünfte Film in der Reihe mit dem Arbeitstitel ‚Schlaflos‘“ schon „in der Warteschleife“ stehe.
TV Spielfilm schrieb, „mit dem gewohnten Kommandoton“ gehe „die einsilbige Ermittlerin ihrer Arbeit nach, doch es“ gebe „Momente, in denen Anna Maria Mühe die strenge Fassade gekonnt brechen“ lasse. Die Figur werde „nahbarer – und sogar ein leiser Anflug von Nähe zu Kollege Simon möglich“. Die „zwei zusammenlaufenden Fälle“ erschienen „da manchmal fast nebensächlich“ und seien „ohnehin recht routiniert erzählt“. Fazit: „1-a-Ermittlerin veredelt Durchschnitts-Krimi.“
Marie-Luise Braun befand in der Neuen Osnabrücker Zeitung, dass auch der vierte Fall von Anna Maria Mühe „stimmig“ sei und gab dem Film fünf von sechs möglichen Sternen.
Das Fernsehmagazin Gong schrieb: „Kein Smalltalk, kein Bier mit den Kollegen. Mit eisblauem Blick lotet Anna Maria Mühe als schroffes Nordlicht die Facetten ihrer Figur aus.“ Der Film wurde von der Redaktion empfohlen, bekam für Gefühl und Spannung je zwei von drei möglichen Punkten und eine Gesamtpunktzahl von fünf, was der Wertung „sehr gut“ entspricht. Fazit: „Frostig, stringent, trotzdem emotionsgeladen.“

### Auszeichnungen
- Maria von Heland war auf dem Festival des deutschen Films in der Kategorie „Kriminell gut“ für einen Preis nominiert.[12]